# لودوفيتش بلاس
لودوفيتش بلاس (بالفرنسية: Ludovic Blas)‏ (31 ديسمبر 1997 بكولومب في فرنسا - ) هو لاعب كرة قدم فرنسي في مركز الوسط. شارك مع منتخب فرنسا تحت 17 سنة لكرة القدم ومنتخب فرنسا تحت 19 سنة لكرة القدم. أما مع النوادي، فقد لعب مع نادي غانغون.

## وصلات خارجية
- لودوفيتش بلاس على موقع الاتحاد الأوربي (الإنجليزية)
- لودوفيتش بلاس على موقع رابطة كرة القدم الفرنسية للمحترفين (الإنجليزية)
- لودوفيتش بلاس على موقع إي إس بي إن إف سي (الإنجليزية)
- لودوفيتش بلاس على موقع قاعدة بيانات كرة القدم.إي يو (الإنجليزية)
- لودوفيتش بلاس على موقع ليكيب (الفرنسية)
- لودوفيتش بلاس على موقع Soccerbase.com (لاعب) (الإنجليزية)
- لودوفيتش بلاس على موقع Soccerway.com (الإنجليزية)
- لودوفيتش بلاس على موقع عالم كرة القدم.نت (الإنجليزية)
- لودوفيتش بلاس على موقع كووورة
- لودوفيتش بلاس على موقع AS.com (الإسبانية)